# Битва при Судомерже
Битва при Судомерже (чеш. Bitva u Sudoměře) — первое значительное сражение между войсками гуситов и католиков в начале Гуситских войн, произошедшее 25 марта 1420 года недалеко от южночешской деревни Судомерж, расположенной в 10 км восточнее Страконице.

## Исторический контекст
После перемирия, заключенного 18 ноября 1419 года, из Праги ушла группа гуситских радикалов. Во главе этой группы стояли дворяне Брженек Швиговский из Долан, Валкоун из Адлара и ставший впоследствии знаменитым таборитский гетман Ян Жижка из Троцнова. Радикалы ушли в город Пльзень, на тот момент являвшийся центром гуситов. Там гуситы вели борьбу против объединённых земским миром феодалов, и Ян Жижка победил в сражении у Некмиржа.
В это время земский союз в городе Пльзень получило поддержку в лице королевских подразделений под руководством Вацлава из Дубе. Тогда королевские силы осаждали город. Вдобавок произшел конфликт между гуситами и католиками в городе. Ян Жижка также получил сообщение от гуситского священника Петра Громадки о том, что недалеко от города Сезимово-Усти было основано поселение Табор. Громадка просил послать воинов для защиты поселения, и Жижка отправил часть своих бойцов. Это привело ослаблению гуситского войска в городе Пльзень.
Католики из города нашли решение этой ситуации, договорившись с союзом земского мира о свободном уходе гуситов в Табор. Однако этот договор не был выполнен, так как после ухода гуситов из города королевские силы начали преследовать их ослабленную армию.
Против гуситов соединились т. н. «железные паны» под руководством дворян Микеша Дивучека из Йемниште и Петра из Штернберка, земские силы под командованием Богуслава из Швамберка и гарнизон ордена иоаннитов (госпитальеров) из замка Страконице под руководством генерального приора Йиндржиха из Градца.

## Состав войск
Источники сообщают, что численность гуситов составляла 400 пехотинцев, 9 всадников и 12 боевых повозок, которые выполняли роль передвижного барьера. Численность королевских сил невозможно определить точно, но приблизительные подсчеты показывают, что их армия состояла исключительно из всадников численностью от 700 до 2000 человек.

## Ход сражения
Гуситы установили барьер между прудами Марковец и Шкаредый, который был спущен. Католические силы напали на гуситов 25-го марта после обеда. Католики атаковали с двух флангов. Фронтальную атаку ослабляли гуситские стрелки, после этого она разбилась о барьер гуситов. Вторую атаку католики повели с правой стороны через спущенный пруд Шкаредый. Лошади увязли в грязи, поэтому всадники слезли с лошадей и тоже в ней увязли. Лёгкая пехота гуситов уничтожила католических всадников. Битва закончилась, когда королевские силы вечером отступили.

## Потери
Обе армии понесли тяжелые потери, потеряв большинство бойцов, но в источниках сообщается только то, что Микеш Дивучек из Йемниште взял в плен 30 гуситов. Со стороны гуситов был также убит Брженек Швиховский из Долан. Со стороны католиков сообщается о ранении генерального приора ордена иоаннитов Йиндржиха из Градца, скончавшегося год спустя от его последствий (согласно преданию, Йиндржих наблюдал за ходом битвы сидя под дубом, который до сих пор высохший стоит на дамбе пруда, находящегося у места сражения; тем не менее, он был ранен в битве, вероятно, стрелой или камнем из пращи в большой палец ноги).

## Результаты
Гуситы с юга и запада Чехии смогли объединиться в лагере в Таборе. Тяжелая рыцарская конница снова проиграла, как и при Некмирже, немногочисленному отряду пехотинцев.